# Shawn Hatosy
Shawn Wayne Hatosy (29 de Dezembro de 1975) é um ator estadunidense.

## Vida
Hatosy nasceu em Frederick, filho de Carol, uma banqueira de empréstimos e Wayne Hatosy, um designer gráfico.. Shawn foi o vocalista de sua própria banda  e se formou na "Linganore High School" em 1994. Em 1999, fez um teste para o filme Varsity Blues mas acabou perdendo o papel para James Van Der Beek. Também apareceu no vídeo clipe dos Wheatus intitulado A Little Respect. Em 16 de Junho de 2006, nasceu seu filho, Jordan Cassius.
Hatosy mora em Hollywood e seu nome do meio, Wayne, foi tirado de seu pai. Ele tem mais uma irmã, que é mais velha do que ele.

## Filmografia
- Street Kings: Motor City (2011)
- Southland (2011) (TV)
- CSI: Miami (2010) (TV)
- Dexter (2010) (TV)
- Bad Lieutenant: Port of Call New Orleans (2009)
- Public Enemies (2009)
- The Heaven Project (2008)
- Nobel Son (2007)
- Alpha Dog (2007)
- My Name is Earl (2007) (TV)
- Pretzels & Pills (2007)
- What Goes Around... (2007) (vídeo clipe de Justin Timberlake do álbum FutureSex/LoveSounds)
- Numb3rs (2006/2007)
- Factory Girl (2006)
- Alpha Dog (2006)
- Little Athens (2005)
- Faith of My Fathers (2005) (TV)
- Swimmers (2005)
- The Winning Season
- Dallas 362 (2003)
- 11:14 (2003)
- Soldier's Girl (2003) (TV)
- The Cooler (2003)
- A Guy Thing (2003)
- John Q (2002)
- Deadrockstar (2002)
- Tangled (2001) (2001)
- Borstal Boy (2000)
- Down to You (2000)
- Witness Protection (1999) (TV)
- Anywhere but Here (1999)
- Simpatico (1999)
- Outside Providence (1999)
- The Joyriders (1999)
- The Faculty (1998)
- The Postman (1997)
- In & Out (1997)
- Niagara, Niagara (1997)
- All Over Me (1997)
- Inventing the Abbotts (1997)
- No Way Home (1996)
- Double Jeopardy (1996) (TV)
- Inflammable (1995) (TV)
- Home for the Holidays (1995)